# Голменколленський лижний трамплін
Голменколлен — великий гірськолижний трамплін, розташований у Гольменколлені в Осло, Норвегія. Розмір трампліна HS134, може вміщати 70 000 глядачів. Голменколлен проводить Голменколленський лижний фестиваль з 1892 року, який з 1980 року був частиною Чемпіонату світу зі стрибків із трампліна FIS і 1983 року — Кубок світу з лижного двоборства. Він також приймав зимові Олімпійські ігри 1952 року і Чемпіонат світу з лижних видів спорту FIS в 1930, 1966, 1982 та 2011 роках.
Трамплін перебудовували 19 разів; важливі зміни включають у себе кам'яний зліт в 1910 році, надводну надбудову в 1914 році і нову надбудову в 1928 році. Під час Другої світової війни лижний трамплін був плацдармом для військовиків. Подальші розширення були зроблені перед чемпіонатами світу 1966 та 1982 років, а також в 1991 році. У період з 2008 по 2010 рік вся структура була зруйнована і перебудована. Станом на 8 лютого 2011 року рекорд трампліна неофіційно утримується Андерсом Якобсеном на 142,5 метра. Офіційний рекорд трампліна встановлено 5 березня 2011 року Андреасом Кофлером на 141 метрі. Пагорб є частиною Національної арени Голменколлен, в якій, крім місць для бігових лиж і біатлоністів, є трамплін Midtstubakken.

## Історія

### Перший трамплін

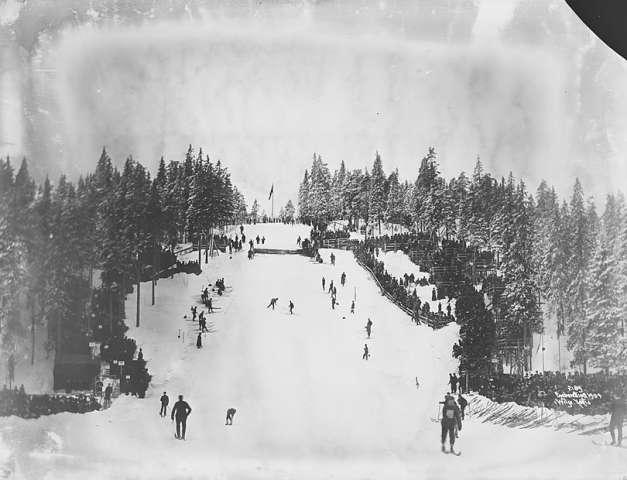
Голменколленський лижний трамплін в 1904 році, після того, як був збудований кам'яний зліт

Першим великим змаганням з лижних стрибків в Осло був Хусейбрунет, в Уллерні з 1879 по 1891 рік. У 1887 році була відкрита дорога в Голменколлен, хоча в той час вона використовувалася лише для відпочинку, оскільки в цьому районі не було житла. У 1890 році Хаусбюреннет довелося скасувати через відсутність снігу, і замість цього турнір проводився в Ульбаккене в Frognerseteren. Через далеку відстань до Фрогнерсетерену, турнір відбувся в неділю; це викликало деяку критику, і для компенсації було вирішено не стягувати вступні внески. Наступного року заключний захід відбувся в Хасебібаккені.
Після сезону 1891 року оренда з власником землі для Husebybakken мала бути переглянута. Кілька разів на майданчиках було занадто мало снігу, і Фріц Хуітфельдт і Ханс Краг запропонували побудувати новий пагорб у Бессеррудміре. Після планування на загальних зборах Асоціації з просування лижного спорту було вирішено схвалити цей крок в кінці 1891 року. Щоб створити достатнє водопостачання для готелів, була побудована гребля, і це створило в Бессеррудміре невелике озеро біля підніжжя пагорба. У зимовий час воно покривається льодом. Конструкція була доволі простою: потрібно було зрубати кілька дерев, і коли випадав сніг, на місці стрибка були покладені гілки. Перше змагання відбулося 30 січня 1892 року. За змаганням спостерігали від п'ятнадцяти до двадцяти тисяч чоловік, які бачили, як стрибуни досягають 15—21,5 метра.
У початкового трампліна був пригірок відразу після зльоту, що давало психологічне відчуття падіння і ускладнювало посадку. Тому було вирішено злегка змінити профіль, щоб зробити пагорб більш безпечним і дати змогу спортсменам правильно приземлятися. У той час не існувало жодних стандартів, тому Асоціації з просування лижного спорту доводилось вводити нові. Протягом першого десятиліття зліт був перебудований на кожен рік, і тому його положення буде змінюватися. У 1904 році зліт був перебудований каменем, надавши йому певне специфічне положення на пагорбі. До сезону 1907 року посадковий схил був злегка складний на рельєфі з відміткою в 25 метрів, оскільки це полегшило б посадку. Зліт був перенесений в 1910 році і побудований у виді кам'яної конструкції заввишки 2 метри. Щоб зберегти озеро з твердим шаром льоду, сніг прибирали, коли він випадав; якщо лід не був досить товстим, це могло б створити проблеми із затопленням глядацьких зон під час подій. З 1913 року озеро було відкрито як ковзанку і продавалося готелями як частина їхніх послуг. Однак місце ніколи не було успішним і покидалося на декілька років.
Протягом 1910-х років у Сполучених Штатах стало звичайною справою будувати трампліни з надбудовами. До сезону 1914 року була побудована сталева надбудова висотою 10 метрів. Це призвело до масової негативної реакції в пресі, і на думку громадськості, стрибки з трампліна повинні були проводитися на природних пагорбах. Того ж року два інших великих норвезьких пагорби отримали аналогічні структури: Нідалсбаккен і Солбергбаккен. Перші випробування були зроблені 15 січня, даючи змогу здійснити стрибок на 34 метри. Це вважалося найдальшим стрибком, який взагалі хто-небудь міг здійснити. Після цього пагорб згодом кілька разів розширювався, в тому числі створювався крутіший схил. Посадковий схил покривали землею і висівали траву для поліпшення профілю.

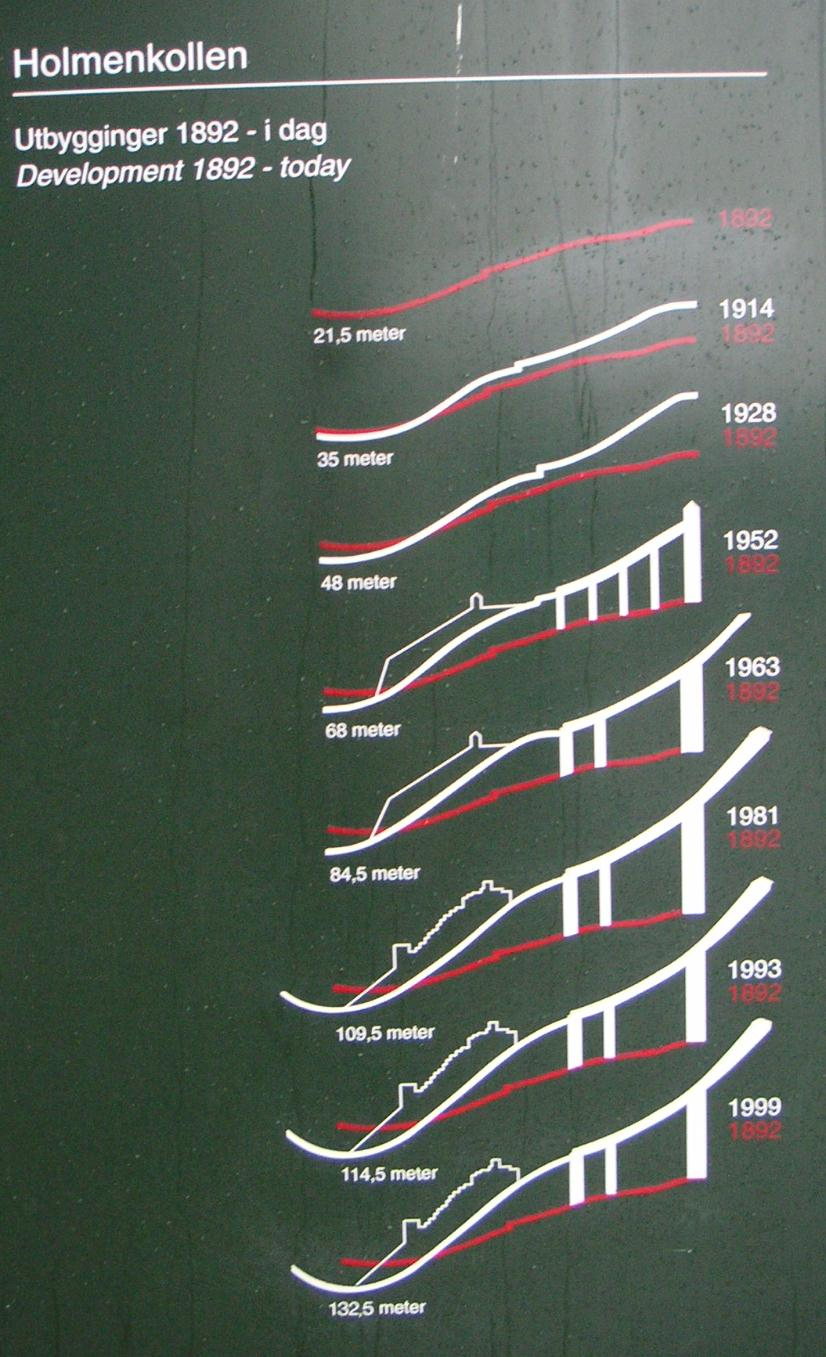
Зростання Голменколленського трампліна

### Олімпійський трамплін
На наступний день після гонки в 1927 році надбудова рухнула. Це було викликано гниллю в поєднанні з сильним снігопадом. Це викликало запровадження громадського контролю за підмостками і трибунами в Норвегії. На той час Holmenkollbakken відставав на міжнародному рівні, і світовий рекорд в той час перевищував 60 метрів. Тому було вирішено, що нова надбудова буде заввишки 19 метрів і посунеться на 9 метрів назад. Бесерудджерне було частково осушено в 1928 році, але готелі, які отримували воду з озера, не дозволяли більше осушувати озеро. У 1931 році озеро повністю зникло, що дозволило розширити зону падіння. У 1930-х роках почалася розмова про 80-метровий трамплін, який потенційно може бути побудований в Rødkleiva, далі в Нордмарк. Асоціація з просування лижного спорту провела офіційне розслідування цього питання в 1937 році. Було досягнуто згоди про те, що місце проведення стало занадто маленьким для міжнародних змагань.
Після того, як Осло було вибрано як організатором FIS Nordic World Ski Championships 1940, Асоціація по просуванню лижного спорту вирішила побудувати більшу башню для стрибка. Будівництво почалося в 1938 році. Вежа в перспективі становила 40 метрів в висоту. Зліт був перенесений на 12 метрів далі назад і на 6 метрів вище. Нова структура була відкрита в 1940 році, хоча чемпіонат світу був скасований через Другу світову війну. Місце проведення було згодом залишено на п'ять років під час німецької окупації Норвегії. Німецькі війська використовували пагорб як майданчик для зенітної артилерії. У 1945 році на майданчику було нове оновлення, на цей раз з новими трибунами і більшим профілем.

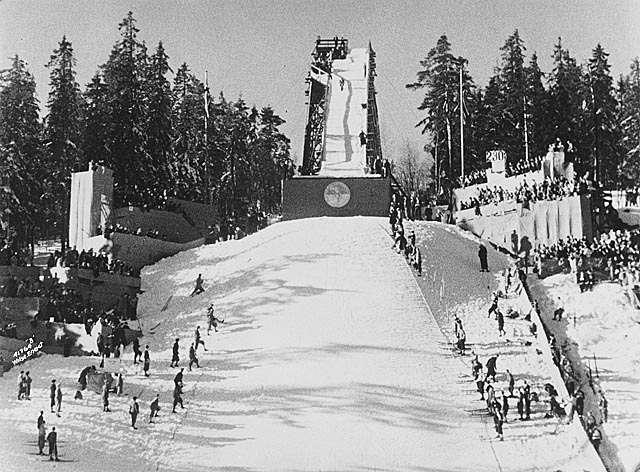
У перспективі в 1934 році, після того, як був зведений другий зліт

У 1948 році Осло було вибране для проведення зимових Олімпійських ігор 1952 року. До цього трибуна з боків пагорба була тимчасовою; до Олімпіади вони були перебудовані як постійні. Була побудована нова трибуна, побудована журі-вежа, а також об'єкти для делегатів, королівської сім'ї і радіомовлення. Місце стрибка було перебудоване; в той час як раніше був безлад відкритих дерев'яних конструкцій. Вежа була пофарбована у білий колір і отримала ліфт. Пагорб мав бути розширений, і щоб це дозволити, посадковий схил потрібно було зняти, побудувавши його як штучну структуру. Під піднятою частиною пагорба було побудовано триповерхову будівлю з лижних музеєм на нижніх двох поверхах та рестораном на верхньому поверсі. Озеро було вирито на глибині 6 метрів. Вартість модернізації склала 1,5 млн норвезьких крон, оплачених муніципалітетом Осло. Ці оновлення привели до створення штучного озера в неробочий час, яке стало місцем відпочинку і плавання для жителів міста. Озеро було в той час глибиною 3 метри і мало типову температуру 10 ° C.
Після прийняття Осло рішення про проведення FIS Nordic World Ski Championships 1966 року стало очевидно, що для задоволення вимог Міжнародної федерації лижного спорту буде потрібно більше оновлень. Щоб дозволити більш тривалі стрибки, місце стрибка мало бути перенесене на 10 метрів назад, а озеро вирито глибше, з новими бетонними стендами, вбудованими в сторони. У поєднанні з вежею, побудованою вище, це давало різницю висот 56 метрів між стартом і вильотом, дозволяючи бажану довжину. Вперше використовувався комп'ютер для розрахунку балів, але для зв'язку, як і раніше, використовувались дротяні телефони. Системи публічного оголошення і табло залишилися в ручному режимі.

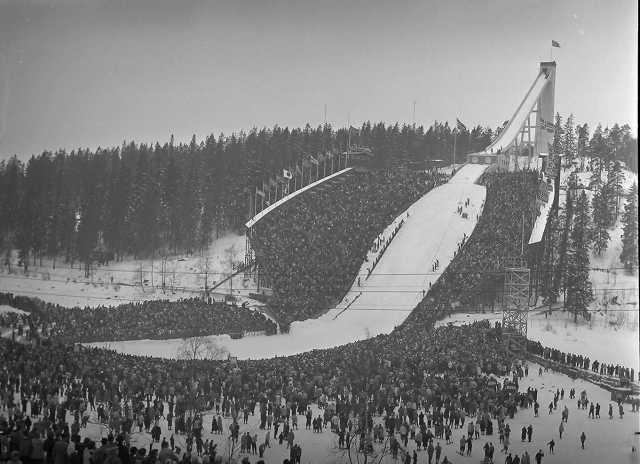
Трамплін в 1952 році, через тиждень після зимових Олімпійських ігор 1952 року

До 1971 року Асоціація з просування лижного спорту більше не заробляла грошей на лижному фестивалі, тоді вони почали обговорювати питання про відновлення всього комплексу. Рольф Рамм Østgaard зробив пропозицію, яка включатиме в себе подвійний трамлін, як зі звичайним, так і з великим трампліном. Знову було висунуто пропозицію про будівництво великого трампліна в Рьодклейві. Аргументи за збереження пагорба в Голменколлені полягали в тому, що це забезпечило б тісний зв'язок між лижними стрибками і лижними гонками. Однак Голменколлен, страждав від вітру, тому що був побудований з надбудовою. Досвід, серед іншого, Salpausselkä в Лахті, Фінляндія, показав, що це можна було б частково усунути, побудувавши стрибок в гору. Негайного рішення не було знайдено, і збереження старої структури тривало. Освітлення, яке дозволяло побачити трамплін вночі, було встановлено в 1977 році. Основною проблемою був ліфт, який врешті-решт був замінений в 1978 році. У 1970-х роках в озері була побудована сцена, яка дозволяла проводити концерти, спектаклі та інші розважальні заходи. Міська рада Осло розглядала пропозицію на проведення зимових Олімпійських ігор 1980 році в 1970-х роках, але було встановлено, що це не буде підходяща інвестиція.
У 1979 році Осло був вибраним на проведення Чемпіонату світу з лижних гонок FIS в 1982 році, але потрібно було оновити трамплін. Витрати на модернізацію становили 50 мільйонів норвезьких крон, з яких Норвезька федерація лижного спорту заплатила 5 мільйонів, а муніципалітет Осло і держава взяли на себе іншу частину суми. Великі витрати привели до публічних дебатів. Оновлення включали впровадження електроніки. Стара система ручного вимірювання відстані людьми, яка стоїть поруч з пагорбом, була скасована і замінена відеосистемою Robotron. Іншими новими оновленнями були: електронна система результатів та табло, нова система обліку часу і швидкості, і нова центральна система для розрахунку оцінок. Ухил пагорба і посадки були відрегульований, а пряма секція була зрушена на 10 метрів вниз. Було забрано 130 000 кубічних метрів (4 600 000 кубометрів) земляних. Бессерудджернете опустився ще на 7 метрів. Це дозволило побудувати додаткові трибуни. Для делегатів, мовлення і журі були створені нові структури.

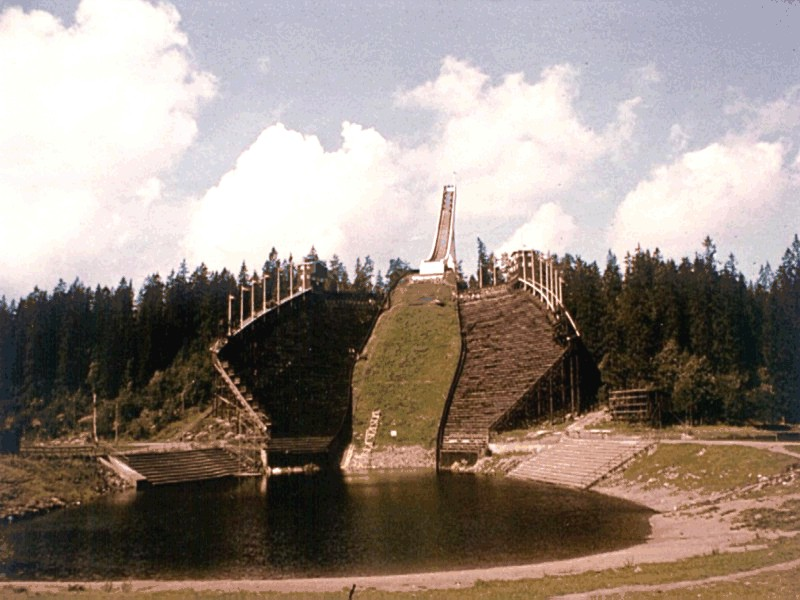
Трамплін літом 1975 року

Система Robotron виявилася ненадійною і була виведена з ужитку в 1986 році. Також була збудована алюмінієва сцена, яку можна було використовувати для концертів протягом літа. У 1992 році пагорб було додатково розширено, шляхом копання ще на 3,5 метра. Це збільшило K-точку з 105 до 110. З 1992 року трамплін отримав прожекторне освітлення, що дозволяє проводити заходи у вечірній час, а організатори могли переносити події на вечір, якщо вітер був надто сильним вдень.

### Новий трамплін
У 2002 році Асоціація з просування лижного спорту розпочала процес подачі заявок на Чемпіонат світу з лижних гонок FIS 2009. Міська рада вирішила надати 52,8 млн норвезьких крон на модернізацію Голменколлен, в тому числі на чемпіонаті світу 2009. 4 червня 2004 року Осло програла в номінації на місце проведення Ліберецю, Чехія. Норвезька федерація лижного спорту згодом заявила, що вони подали заявку на чемпіонат світу 2011 року.

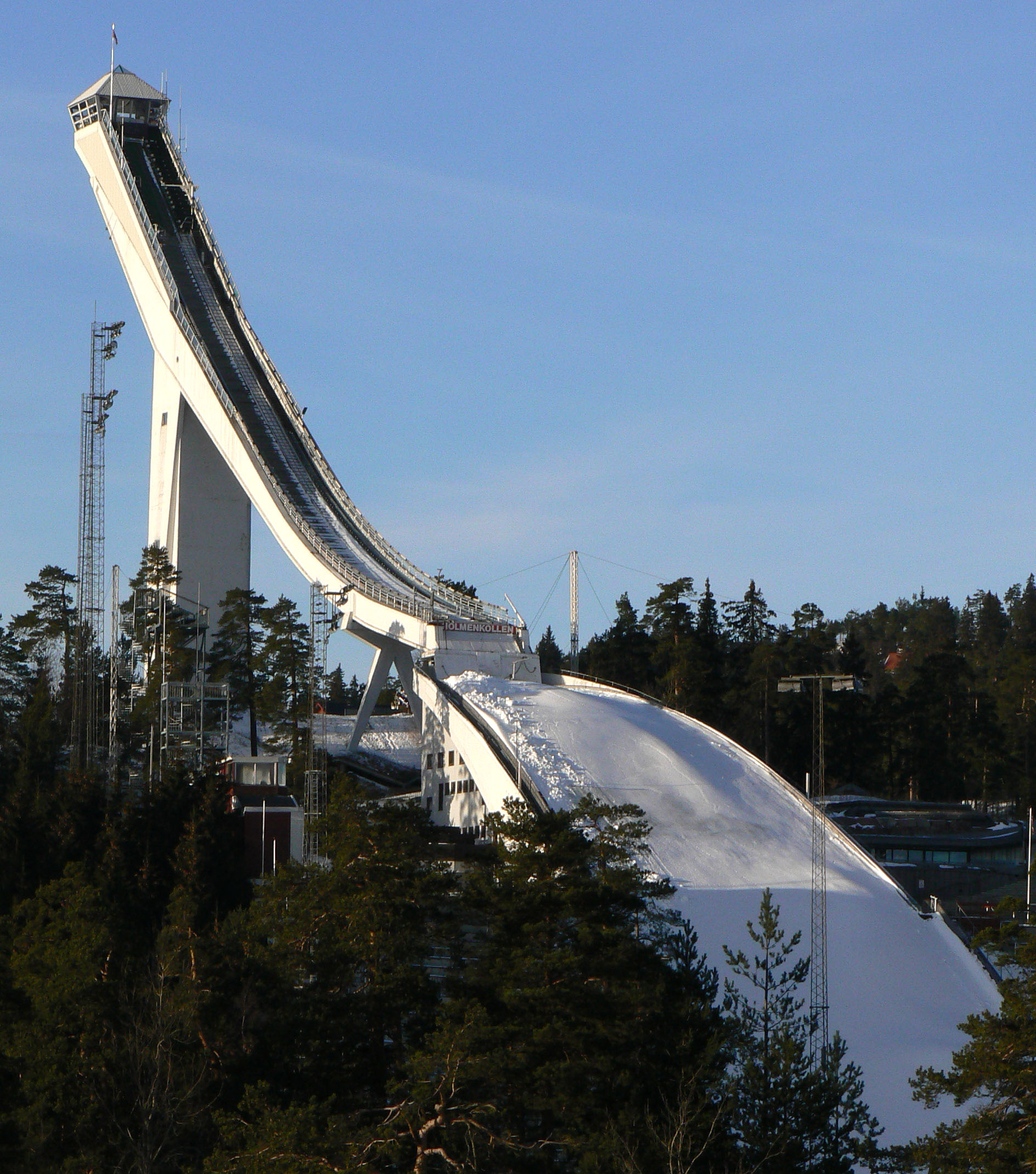
В 2007 році

22 вересня 2005 року FIS заявила, що потрібно буде побудувати абсолютно новий Holmenkollbakken, якщо Осло буде приймати чемпіонати світу. FIS заявила, що аналогічні реконструкції були виконані з Schattenbergschanze в Оберстдорфі, Німеччина, і Бергізель в Інсбрукці, Австрія. У грудні 2005 року Норвезьке управління культурної спадщини дало дозвіл на руйнування вежі за умови, що буде створене нове входження з аналогічною архітектурною якістю. Остаточне рішення муніципальної ради про спорудження було прийняте 1 березня 2006 року. Новий трамплін в той час оцінювався в 310 млн норвезьких крон, і держава була готова фінансувати 70 мільйонів норвезьких крон. Oslo was awarded the 2011 World Championships in May 2006. Осло був вибраний місцем проведення Чемпіонатом світу 2011 року в травні 2006 року.

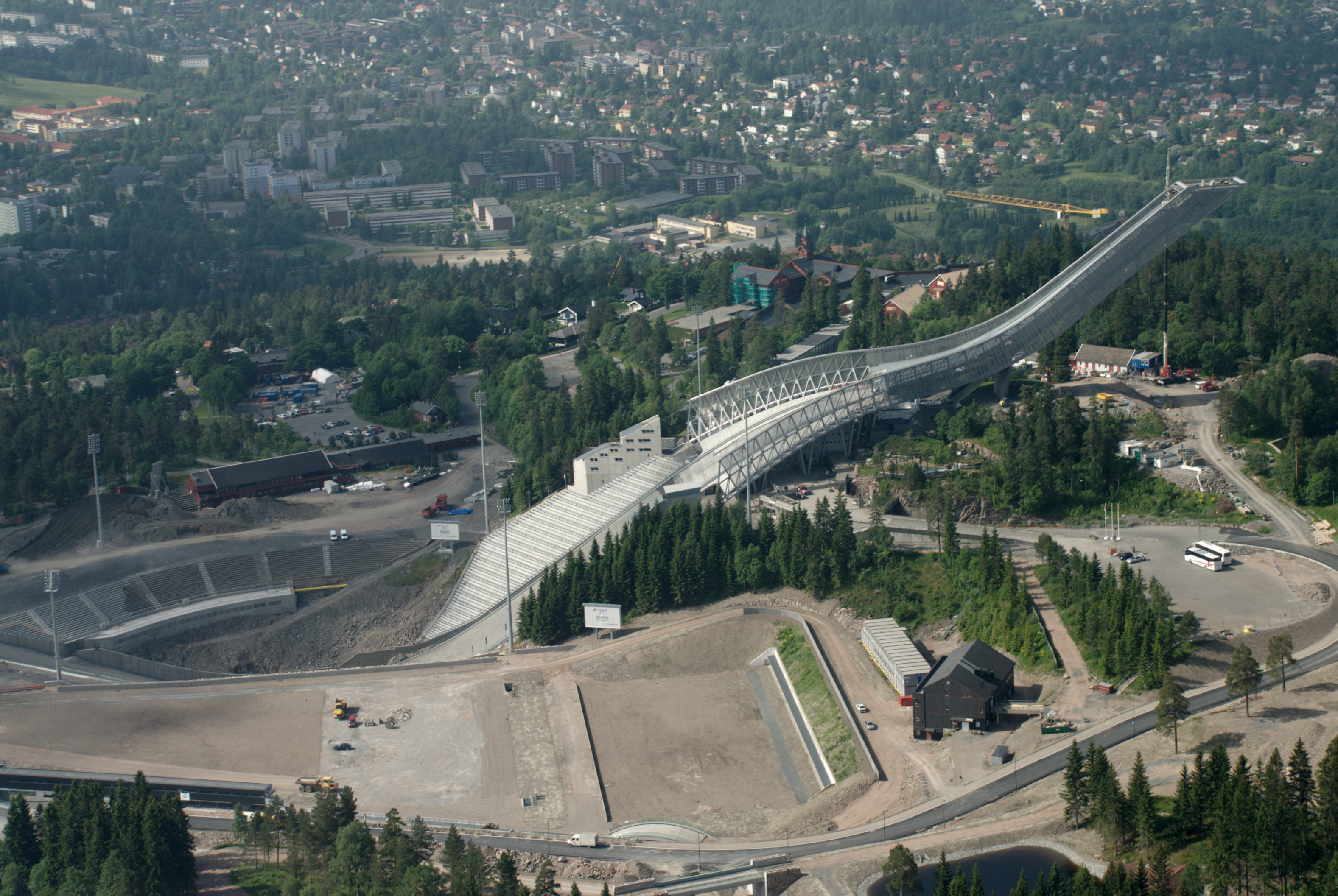
Новий трамплін під час будівництва; лижний стадіон знаходиться на передньому плані

Муніципалітет оголосив конкурс архітектурного дизайну для відновлення трампліна. Пропозиція Жюльєна Де Смедта була вибрана серед 104 учасників. У той час було підраховано, що нова національна арена обійдеться в 653 млн. норвезьких крон. Знесення Holmenkollbakken розпочалося 16 жовтня 2008 року. Турнір чемпіонату світу 2009 року відбувся в Вікерсундбаккен замість Голменколлен через реконструкцію. До 2008 року вартість досягла 1,2 млрд норвезьких крон, а до наступного року ця помітка сягла 1,8 млрд норвезьких крон. Міський комісар у справах бізнесу і культури Анетт Війг Брін з партії «Прогрес» повинна була покинути свою посаду через перевитрати коштів. Консультативний звіт, складений муніципалітетом, прийшов до висновку про те, що пошук економії коштів для спроби вкластись в рамки бюджету, призвело до більш повільного прогресу, що також призвело до збільшення витрат.
Витрати на новий великий трамплін становили 715 млн норвезьких крон, а загальні витрати на модернізацію національної арени та інфраструктури сягнули 2,426 млн норвезьких крон. Це включало будівництво нового лижного стадіону поруч з Голменколлкаккеном та Мідтстубаккеном і модернізацію до лінії Голменколлен. Спочатку було вирішено, що перший стрибок відбудеться 3 березня 2010 року і його виконає Анетт Саген, провідна жінка-джампер Норвегії. Однак організатори вирішили, що Бйорн Ейнар Роморену буде допущеним першим зробити стрибок. У першому стрибку в новому місці Роморен стрибнув на 110 метрів. Організатори заявили, що стрибок Сагена наступного дня (106,5 метра) мав вважатися офіційним першим стрибком.

## Інфраструктура

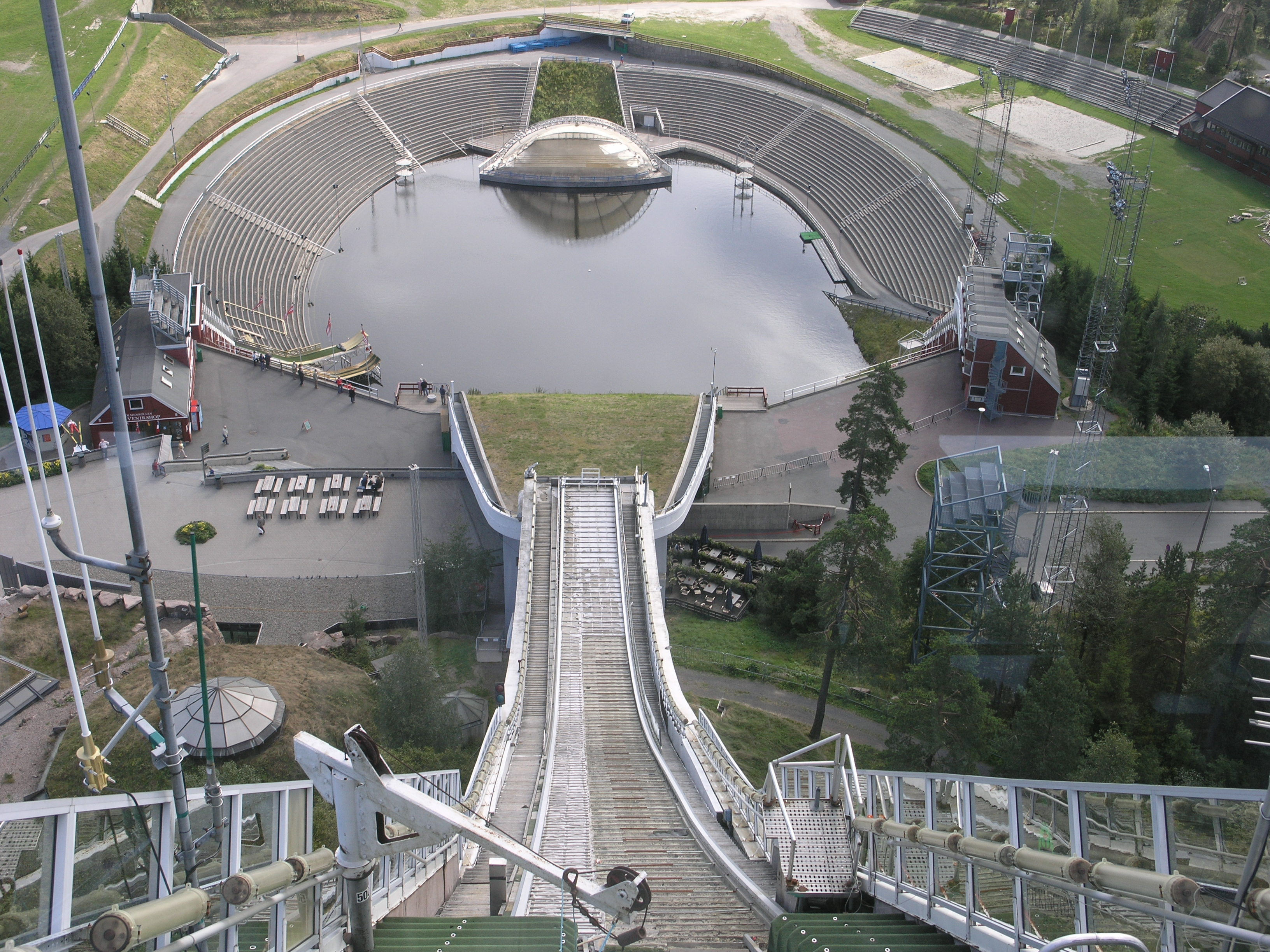
Вид зі старої вежі влітку

Трамплін є частиною Національної арени Голменколлен, яка також складається з комбінованого лижного та біатлонного стадіону. Поряд з Гранасеном в Тронгеймі і Лісгордсбаккеном в Ліллегаммері, Голменколлен є однією з трьох звичайних і великих трамплінів на національних аренах для стрибків з трампліна і катання на гірських лижах. Трамплін є найпопулярнішою туристичною визначною пам'яткою в Норвегії і налічує близько мільйона відвідувачів в рік. Holmenkollbakken знаходиться в одному місці з Голменколленським лижним музеєм, в якому представлена історія катання на лижах. У нього є симулятор, який дозволяє публіці візуалізувати стрибок на лижах в гору. Рекорди трампліна: 139,5 метра, встановлений Андерсом Якобсеном в 2011 році, а рекорд жінок становить 131 метр, встановлений Анетт Саген в 2006 році. 

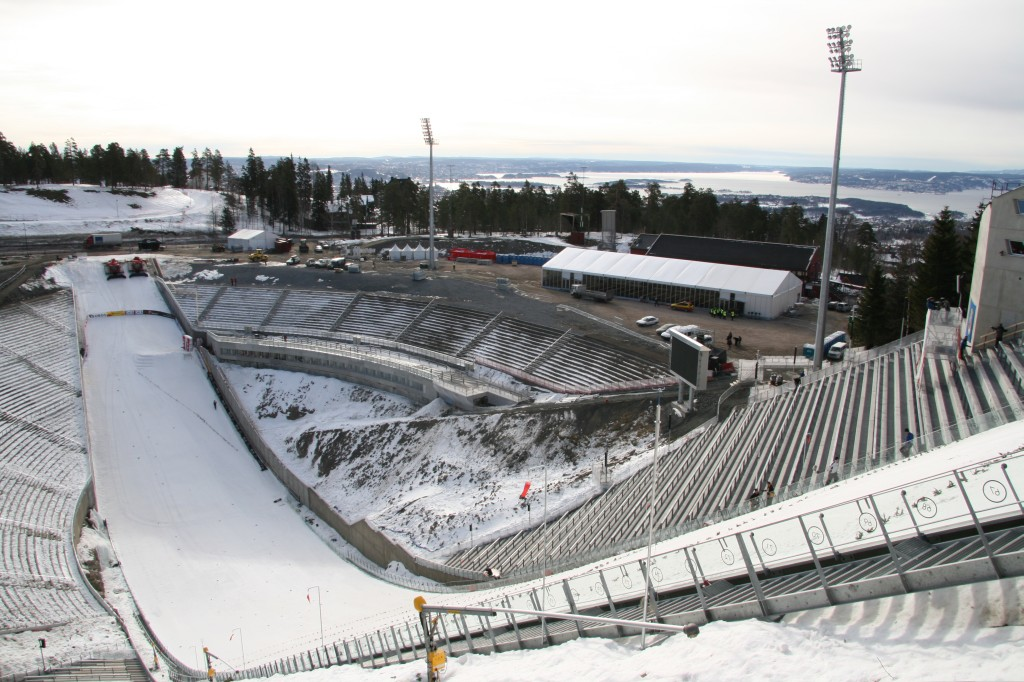
Амфітеатр нового трампліна

Новий пагорб має трамплін розміром 134 метри і місце -K120 метрів. Найкрутіша частина приземлення становить 35,7 градуса, що становить 105,6 метра від зльоту. Кут в точці розміру пагорба становить 30,8 градуса, а ширина посадкового схилу становить 25,2 метра. Платформа для стрибка, побудована зі сталі, становить 96,95 метра в довжину, що на 36 градусів вище всіх. Трибуни виконані зі сталі і бетону та включають в себе VIP-об'єкти. Це єдиний пагорб у світі з постійним вітровим екраном, побудованим як частина спроектованої конструкції, і єдиним сталевим стрибком в світі. Трамплін знаходиться на висоті 375 метрів над рівнем моря. Місце проведення належить муніципалітету Осло і управляється Асоціацією по просуванню лижного спорту.
Транспорт заснований на тому, що глядачі не використовуватимуть приватні автомобілі на місці. Замість цього всі глядачі повинні використовувати лінію Голменколлен у метро Осло. Станція Голменколлен розташована неподалік (лише декілька хвилин ходьби) від трампліна і стадіону для бігових лиж. Станція Голменколлен — єдина лінія з платформами, які дають змогу вміщати 9000 осіб на годину.

## Події

### Жінки
| Дата            | Змагання | Перше місце           | Друге місце           | Третє місце           |
| --------------- | -------- | --------------------- | --------------------- | --------------------- |
| 12 березня 2000 | HSF      | Даніела Ірашко-Штольц | Ева Ганстер           | Гелена Олссон         |
| 11 March 2001   | HSF      | Даніела Ірашко-Штольц | Henriette Smeby       | Ева Ганстер           |
| 17 March 2002   | HSF      | Гелена Олссон         | Даніела Ірашко-Штольц | Henriette Smeby       |
| 9 March 2003    | HSF      | Даніела Ірашко-Штольц | Анетт Саген           | Гелена Олссон         |
| 17 March 2013   | WC       | Сара Гендріксон       | Сара Таканасі         | Жаклін Зайфрідсбергер |
| 8 March 2014    | WC       | Таканасі Сара         | Катя Пожун            | Юкі Іто               |
| 13 March 2015   | WC       | Таканасі Сара         | Сара Гендріксон       | Тейлор Генріх         |
| 4 February 2016 | WC       | Таканасі Сара         | Марен Лундбю          | Ірина Аввакумова      |

### Чоловіки
Тільки стрибки з трампліна:
| 24 лютого 1896          | HSF–NCO        | Сігурд Свенсен                                                                     | Фриманн Дахл                                                                     | Роберт Персон                                                        |              |              |
| 28 лютого 1930          | NWSC           | Гуннар Андерсен                                                                    | Рейдар Андерсен                                                                  | Sigmund Ruud                                                         |              |              |
| 5 березня 1933          | HSF            | Арне Б. Крістіансен                                                                | Рейдар Андерсен                                                                  | Сверре Рууд                                                          |              |              |
| 4 березня 1934          | HSF            | Біргер Рууд                                                                        | Рор Хеллен                                                                       | Ханс Клеппен                                                         |              |              |
| 3 березня 1935          | HSF            | Ганс Бек                                                                           | Свен Селангер                                                                    | Б'ярн Брінтесен                                                      |              |              |
| 1 березня 1936          | HSF            | Рейдар Андерсен                                                                    | Sigurd Sollid                                                                    | Arnholdt Kongsgård                                                   |              |              |
| 28 лютого 1937          | HSF            | Рейдар Андерсен                                                                    | Свен Селангер                                                                    | Birger Ruud                                                          |              |              |
| 6 березня 1938          | HSF            | Рейдар Андерсен                                                                    | Arnholdt Kongsgård                                                               | Hilmar Myhra                                                         |              |              |
| 5 березня 1939          | HSF            | Sven Selånger                                                                      | Kaare Wahlberg                                                                   | Hilmar Myhra                                                         |              |              |
| 3 березня 1940          | HSF            | Hilmar Myhra                                                                       | Рейдар Андерсен                                                                  | Jens Østby                                                           |              |              |
| 1941–1945               | HSF            | відміна змагань; Друга світова війна                                               | відміна змагань; Друга світова війна                                             | відміна змагань; Друга світова війна                                 |              |              |
| 3 березня 1946          | HSF            | Asbjørn Ruud                                                                       | Thorleif Schjelderup                                                             | Yngvar Myhra                                                         |              |              |
| 2 березня 1947          | HSF            | Georg Thrane                                                                       | гері Амдаль                                                                      | Asbjørn Ruud                                                         |              |              |
| 7 березня 1948          | HSF            | Арне Хоел                                                                          | Thorleif Schjelderup                                                             | Petter Hugsted                                                       |              |              |
| 6 березня 1949          | HSF            | Турбьйорн Фалькангер                                                               | Матті П'ятікайнен                                                                | Jens Østby                                                           |              |              |
| 5 березня 1950          | HSF            | Турбьйорн Фалькангер                                                               | Hans Bjørnstad                                                                   | Petter Hugsted                                                       |              |              |
| 25 лютого 1951          | HSF            | Arne Hoel                                                                          | Georg Thrane                                                                     | Sepp Bradl                                                           |              |              |
| 24 лютого 1952          | OWG            | Арнфінн Бергман                                                                    | Турбьйорн Фалькангер                                                             | Karl Holmström                                                       |              |              |
| 9 березня 1952          | HSF            | Арнфінн Бергман                                                                    | Christian Mohn                                                                   | Arne Hoel Halvor Næs                                                 |              |              |
| 1 березня 1953          | HSF            | Отто Аустад                                                                        | Турбьйорн Фалькангер Sverre Stallvik                                             |                                                                      |              |              |
| 7 березня 1954          | HSF            | сильний вітер                                                                      | сильний вітер                                                                    | сильний вітер                                                        |              |              |
| 4 квітня 1954           | ELE            | Арне Хоел                                                                          | Halvor Næs                                                                       | Christian Mohn                                                       |              |              |
| 6 березня 1955          | HSF            | Aulis Kallakorpi                                                                   | Eino Kirjonen Турбьйорн Фалькангер                                               |                                                                      |              |              |
| 26 лютого 1956          | HSF            | Antti Hyvärinen                                                                    | Арне Хоел                                                                        | Aulis Kallakorpi Werner Lesser                                       |              |              |
| 3 березня 1957          | HSF            | Гельмут Рекнагель                                                                  | Eino Kirjonen                                                                    | Juhani Kärkinen                                                      |              |              |
| 16 березня 1958         | HSF            | Nikolay Kamenskiy                                                                  | Гельмут Рекнагель                                                                | Rudolf Bykov Отто Леодольтер                                         |              |              |
| 8 березня 1959          | HSF            | Arne Hoel                                                                          | Inge Lindqvist Nikolay Kamenskiy                                                 |                                                                      |              |              |
| 20 березня 1960         | HSF            | Гельмут Рекнагель                                                                  | Toralf Engan                                                                     | Max Bolkart                                                          |              |              |
| 12 березня 1961         | HSF            | Nikolaj Sjamov                                                                     | Hemmo Silvennoinen                                                               | Nikolay Kamenskiy                                                    |              |              |
| 18 березня 1962         | HSF            | Торальг Енган                                                                      | Willi Egger Veikko Kankkonen                                                     |                                                                      |              |              |
| 17 березня 1963         | HSF            | Torbjørn Yggeseth                                                                  | John Balfanz                                                                     | Kjell Sjöberg                                                        |              |              |
| 15 березня 1964         | HSF            | Вейкко Канкконен                                                                   | Торальг Енган                                                                    | Bjørn Wirkola                                                        |              |              |
| 14 березня 1965         | HSF            | Dieter Neuendorf                                                                   | Ларс Гріні                                                                       | Toralf Engan                                                         |              |              |
| 27 лютого 1966          | NWSC           | Бйорн Віркола                                                                      | Takashi Fujisawa                                                                 | Kjell Sjöberg                                                        |              |              |
| 5 березня 1967          | HSF            | Бйорн Віркола                                                                      | Bent Tomtum                                                                      | Max Golser                                                           |              |              |
| 17 березня 1968         | HSF            | Володимир Бєлоусов                                                                 | Bjørn Wirkola                                                                    | Ludvik Zajc                                                          |              |              |
| 16 березня 1969         | HSF            | Topi Mattila                                                                       | Gjert Andersen                                                                   | Їржі Рашка                                                           |              |              |
| 15 березня 1970         | HSF            | Володимир Бєлоусов                                                                 | Garij Napalkov                                                                   | Rudolf Höhnl                                                         |              |              |
| 14 березня 1971         | HSF            | Ingolf Mork                                                                        | Yukio Kasaya                                                                     | Walter Steiner                                                       |              |              |
| 12 березня 1972         | HSF            | Ingolf Mork                                                                        | Ханс Шмідт                                                                       | Akitsugu Konno                                                       |              |              |
| 18 березня 1973         | HSF            | Ханс Шмідт                                                                         | Hans-Georg Aschenbach                                                            | Leoš Škoda                                                           |              |              |
| 10 березня 1974         | HSF            | Walter Steiner                                                                     | Yukio Kasaya                                                                     | Finn Halvorsen                                                       |              |              |
| 9 березня 1975          | HSF            | Тоні Іннауер                                                                       | Odd Hammernes                                                                    | Alfred Grosche                                                       |              |              |
| 14 березня 1976         | HSF            | Карл Шнабль                                                                        | Тоні Іннауер                                                                     | Johan Sætre                                                          |              |              |
| 13 березня 1977         | HSF            | Aleksej Borovitin                                                                  | Thomas Meisinger                                                                 | Walter Steiner                                                       |              |              |
| 12 березня 1978         | HSF            | Harald Duschek                                                                     | Johan Sætre                                                                      | Peter Leitner                                                        |              |              |
| 11 березня 1979         | HSF            | Пер Бергеруд                                                                       | Johan Sætre                                                                      | Valerij Savin                                                        |              |              |
| 16 березня 1980         | WC             | Armin Kogler                                                                       | Jari Puikkonen                                                                   | Губерт Нойпер                                                        |              |              |
| 15 березня 1981         | WC             | Roger Ruud                                                                         | Horst Bulau                                                                      | Johan Sætre                                                          |              |              |
| 26 лютого 1982          | NWSC / WC–T    | НорвегіяJohan Sætre Пер Бергеруд Ole Bremseth Olav Hansson                         | АвстріяHans Wallner Губерт Нойпер Armin Kogler Андреас Фельдер                   | ФінляндіяKeijo Korhonen Jari Puikkonen Pentti Kokkonen Матті Нюкянен |              |              |
| 28 лютого 1982          | NWSC–I         | Ньюкен Матті                                                                       | Олав Ханнсон                                                                     | Армін Коглер                                                         |              |              |
| 13 березня 1983         | WC             | Steinar Bråten                                                                     | Булау Хорст                                                                      | Armin Kogler                                                         |              |              |
| 11 березня 1984         | WC             | Vladimír Podzimek                                                                  | Павел Плоц                                                                       | Ole Christian Eidhammer                                              |              |              |
| 10 березня 1985         | WC             | Матті Нюкянен                                                                      | Franz Wiegele                                                                    | Gérard Balanche                                                      |              |              |
| 16 березня 1986         | WC             | Ернст Ветторі                                                                      | Матті Нюкянен                                                                    | Андреас Фельдер                                                      |              |              |
| 22 березня 1987         | WC             | Андреас Фельдер                                                                    | Ari-Pekka Nikkola                                                                | Miran Tepeš                                                          |              |              |
| 20 березня 1988         | WC             | Erik Johnsen                                                                       | Ole Gunnar Fidjestøl                                                             | Günther Stranner                                                     |              |              |
| 5 березня 1989          | WC             | Jens Weißflog                                                                      | Jon Inge Kjørum                                                                  | Kent Johanssen                                                       |              |              |
| 18 березня 1990         | HSF            | Jens Weißflog                                                                      | Андреас Фельдер                                                                  | Pavel Ploc                                                           |              |              |
| 17 березня 1991         | WC             | Ернст Ветторі                                                                      | Стефан Горнґахер                                                                 | Staffan Tällberg                                                     |              |              |
| 15 березня 1992         | WC             | Toni Nieminen                                                                      | Їржі Парма                                                                       | Мартін Гелльварт                                                     |              |              |
| 14 березня 1993         | WC             | Espen Bredesen                                                                     | Didier Mollard                                                                   | Jaroslav Sakala                                                      |              |              |
| 13 березня 1994         | WC             | сильний вітер                                                                      | сильний вітер                                                                    | сильний вітер                                                        |              |              |
| 12 березня 1995         | WC             | Анді Гольдбергер                                                                   | Takanobu Okabe                                                                   | Jens Weißflog                                                        |              |              |
| 15 березня 1996         | WC–T           | АвстріяМартін Гелльварт Райнгард Шварценбергер Андреас Відгельцль Анді Гольдбергер | НорвегіяPål Hansen Sturle Holseter Espen Bredesen Roar Ljøkelsøy                 | НімеччинаGerd Siegmund Міхаель Урман Christof Duffner Jens Weißflog  |              |              |
| 17 березня 1996         | WC             | Адам Малиш                                                                         | Янне Ахонен                                                                      | Masahiko Harada                                                      |              |              |
| 16 березня 1997         | WC             | Фунакі Кадзуйосі                                                                   | Hiroya Saitō                                                                     | Bruno Reuteler                                                       |              |              |
| 15 березня 1998         | WC             | Primož Peterka                                                                     | Bruno Reuteler                                                                   | Masahiko Harada                                                      |              |              |
| 14 березня 1999         | WC             | Касай Норіакі                                                                      | Мартін Шмітт                                                                     | Фунакі Кадзуйосі                                                     |              |              |
| 12 березня 2000         | WC             | Свен Ханнавальд                                                                    | Вілл Канті                                                                       | Янне Ахонен                                                          |              |              |
| 11 березня 2001         | WC             | Адам Малиш                                                                         | Стефан Горнґахер                                                                 | Мартін Шмітт                                                         |              |              |
| 17 березня 2002         | WC             | Симон Амман                                                                        | Свен Ханнавальд                                                                  | Адам Малиш                                                           |              |              |
| 8 березня 2003          | WC–T           | АвстріяFlorian Liegl Томас Моргенштерн Christian Nagiller Андреас Відгельцль       | ФінляндіяMatti Hautamäki Veli-Matti Lindström Tami Kiuru Arttu Lappi             | НімеччинаМіхаель Урман Мартін Шмітт Sven Hannawald Georg Späth       |              |              |
| 9 березня 2003          | WC             | Адам Малиш                                                                         | Roar Ljøkelsøy Флоріан Лігль                                                     |                                                                      |              |              |
| 14 березня 2004         | WC             | Roar Ljøkelsøy                                                                     | Симон Амман                                                                      | Bjørn Einar Romøren                                                  |              |              |
| 13 березня 2005         | WC             | Матті Хаутамякі                                                                    | Bjørn Einar Romøren                                                              | Міхаель Урман                                                        |              |              |
| 12 березня 2006         | WC             | Адам Малиш                                                                         | Томас Моргенштерн                                                                | Андреас Кофлер                                                       |              |              |
| 17 березня 2007         | WC             | Адам Малиш                                                                         | Андреас Кюттель                                                                  | Андерс Бардаль                                                       |              |              |
| 18 березня 2007         | WC             | Симон Амман                                                                        | Martin Koch                                                                      | Matti Hautamäki                                                      |              |              |
| 9 березня 2008          | WC             | Грегор Шліренцауер                                                                 | Том Хільде                                                                       | Bjørn Einar Romøren                                                  |              |              |
| 2009                    | WC             | ремонт                                                                             | ремонт                                                                           | ремонт                                                               |              |              |
| 14 березня 2010         | WC             | Симон Амман                                                                        | Адам Малиш                                                                       | Андреас Кофлер                                                       |              |              |
| (night) 3 березня 2011  | NWSC–I         | Грегор Шліренцауер                                                                 | Томас Моргенштерн                                                                | Сімон Амман                                                          |              |              |
| 5 March 2011            | NWSC–T         | АвстріяГрегор Шліренцауер Martin Koch Андреас Кофлер Томас Моргенштерн             | НорвегіяAnders Jacobsen Йоган Ремен Евенсен Андерс Бардаль Tom Hilde             | СловеніяПетер Превц Jurij Tepeš Єрней Дам'ян Роберт Кранєц           |              |              |
| 11 березня 2012         | WC             | Мартін Кох                                                                         | Зеверін Фройнд                                                                   | Роберт Кранець                                                       |              |              |
| 17 березня 2013         | WC             | Грегор Шліренцауер Пйотр Жила                                                      |                                                                                  | Роберт Кранець                                                       |              |              |
| 9 березня 2014          | WC             | Зеверін Фройнд                                                                     | Андерс Бардаль                                                                   | Каміль Стох                                                          |              |              |
| (night) 14 березня 2015 | WC             | Зеверін Фройнд                                                                     | Петер Превц                                                                      | Руне Вельта                                                          |              |              |
| 15 березня 2015         | WC             | Зеверін Фройнд                                                                     | Касай Норіакі                                                                    | Петер Превц Каміль Стох                                              |              |              |
| (night) 6 лютого 2016   | WC–T           | СловеніяJurij Tepeš Domen Prevc Роберт Кранєц Петер Превц                          | НорвегіяДаніель-Андре Танде Anders Fannemel Йоганн Андре Форфанг Kenneth Gangnes | ЯпоніяТакеуті Таку Kento Sakuyama Іто Дайкі Касай Норіакі            |              |              |
| 7 лютого 2016           | WC             | густий туман                                                                       | густий туман                                                                     | густий туман                                                         | густий туман | густий туман |
| 10 березня 2017         | WC/RA(Q)–prol. | Андреас Веллінгер                                                                  | Петер Превц                                                                      | Ріхард Фрайтаґ                                                       |              |              |
| 11 березня 2017         | WC/RA–T        | АвстріяМіхаель Гайбек Мануель Феттнер Markus Schiffner Штефан Крафт                | НімеччинаМаркус Айзенбіхлер Штефан Лайє Ріхард Фрайтаґ Андреас Веллінгер         | ПольщаПйотр Жила Каміль Стох Давід Кубацький Мацей Кот               |              |              |
| 12 березня 2017         | WC/RA–I        | Штефан Крафт                                                                       | Андреас Веллінгер                                                                | Маркус Айзенбіхлер                                                   |              |              |

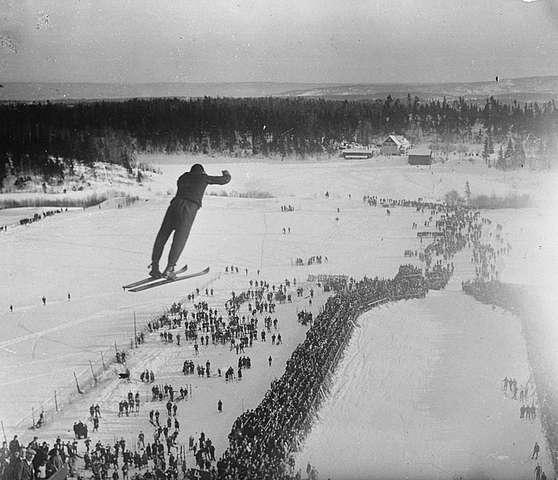
Лижний стрибок в 1924 році

Голменколленський лижний фестиваль — щорічний лижний захід у Норвегії, який проходить в Голменколлені. До 1932 року лижне двоборство були частиною скандинавських об'єднань, і в подіях повністю домінували норвежці. У 1903 році в Осло відбулася єдина версія Північних ігор, названа «Зимовий спортивний тиждень». Попередником зимових Олімпійських ігор у цьому заході серед іншого, були стрибки з трампліна в Голменколлкеккені. The Ski Festival was first held on a Sunday in 1926. Лижний фестиваль вперше відбувся у 1926 році. Починаючи з 1933 року, відбувся чистий конкурс зі стрибків з трампліна, який дозволив іноземним спортсменам зі стрибків конкурувати за верхні позиції. Спочатку оцінки були засекреченими, створюючи публічні дискусії про справедливість суддів у парних гонках. Це було змінено в 1951 році, коли оцінки стали оголошуватися в системі ГО.
Лижний фестиваль в Голменколлені вважався де-факто Чемпіонатом світу до зимових Олімпійських ігор 1924 року. Норвезька федерація лижного спорту була противником створення Чемпіонатів світу і зимових Олімпійських ігор, тому що вони вважали, що це прибере престиж Лижного фестивалю. Осло був організатором проведення FIS Nordic World Ski Championships 1930; за винятком шведського Еріка Райланде, який посів п'яте місце, Норвегія зайняла перші десять позицій.
Голменколлен був місцем проведення зимових Олімпійських ігор 1952 року. Точне число людей, що брали участь в заході з лижних стрибків 24 лютого, невідома, але приблизно між 120 000 і 150 000, з офіційним повідомленням, в якому зазначено 143 000. Захід виграв Арнфінн Бергманн.
Наступний чемпіонат світу відбувся в 1966 році.

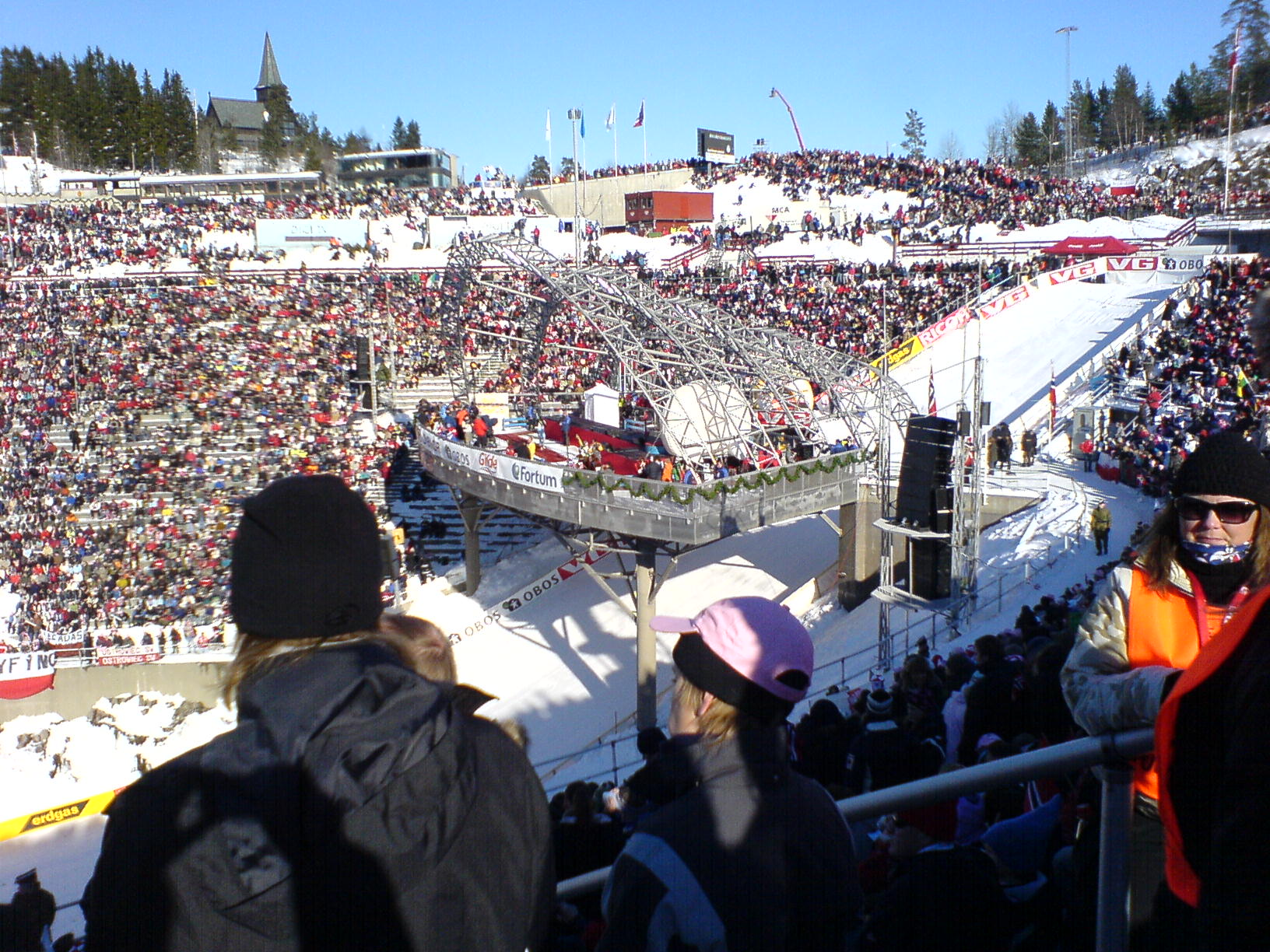
Виїзд під час Чемпіонату світу зі стрибків з трампліна FIS 2005-06

Починаючи з сезону 1979-80, FIS представила Кубок світу зі стрибків з трампліна. До 1990 року виник конфлікт між лижними стрибунами і Міжнародною федерацією лижного спорту. У день лижного фестивалю стрибуни колективно зажадали 150 000 норвезьких крон у збільшеному призовому фонді або загрожували не брати участь у змаганні. Було заявлено, що гроші будуть використані на благодійність, наприклад, відродження румунських стрибків з трампліна. Вимога була відхилена організаторами, які заявили, що їм доведеться дискваліфікувати стрибунів, оскільки вони будуть розглядатися як професіонали, а не аматори. Починаючи з 1997 року, Кубку світу, стрибки в Голменколлені, є частиною Північного турніру, який включає в себе чотири послідовних стрибки в чотирьох норвезьких, шведських і фінських лижних стрибках, натхнених Турне чотирьох трамплінів.
Влітку на старому пагорбі було озеро, яке дозволило використовувати амфітеатр для концертів, ігор і розваг. Місце зустрічі тоді часто згадувалося як Соммерколлен. З 1963 року на південній трибуні була побудована тимчасова невелика платформа, яка дозволила лижникам і дайверам зробити стрибок і приземлитися у воду. Між 1963 та 1983 роками конкурс проводився дев'ять разів. Починаючи з 1983 року, був Ta sjansen, який транслювався щорічно Норвезькою радіомовною корпорацією і став найпопулярнішим шоу Соммерколлена. Це був неформальний конкурс з двома головними подіями: одна, де саморобний корабель повинен був спочатку спуститися по короткому проміжку часу, а потім ковзати по поверхні води, щоб вдарити установлений дзвін в найкоротші терміни. Друге змагання було на велосипеді, де велосипедисту доводилося закінчувати трек на хисткій плавучій пристані.